# يلينا أفديكوفا
يلينا أفديكوفا مواليد 7 يناير 1989، هي لاعبة كرة يد روسية تلعب كجناح أيسر. تلعب حاليا مع دينامو فولغوغراد وتحمل الرقم 9. مثلت منتخب روسيا لكرة اليد للسيدات.

## سجل المنافسة
شاركت في البطولات التالية:
- بطولة أوروبا لكرة اليد للسيدات 2012